# Cardeniopsis fumosus
Cardeniopsis fumosus är en insektsart som först beskrevs av Bolívar, I. 1889.  Cardeniopsis fumosus ingår i släktet Cardeniopsis och familjen gräshoppor. Inga underarter finns listade i Catalogue of Life.